# シーホーク (競走馬)
競走馬におけるシーホークとは、
1. 日本の、1950年生まれの競走馬。父シゲハヤ、母父山正[1]。
2. 日本の、1963年生まれの競走馬。3と生年は同じだが別な馬である。父オーロイはカブトシローなどの産駒がいる。母父クモハタ[2]。
3. アイルランド産で、フランスで走った1963年生まれの競走馬、及びアイルランドと日本で供用された種牡馬。本項にて記述。

シーホーク（Sea Hawk、1963年3月16日 - 1991年4月1日）はフランスの競走馬および種牡馬。現役時代は中長距離を得意としていた。馬名は「トウゾクカモメ」の意。

## 経歴

### 競走馬時代
1965年、ルトランブレー競馬場のトレパ賞でデビューし勝利。さらにクリテリウムドサンクルーと連勝しフランスのクラシックの有力馬になるが、以降4戦は5着以内に入るという安定感は見せるものの、勝ちきれないレースが続いた。しかしラストランとなったサンクルー大賞でダイアトムを破り、ひさびさに勝利し現役を引退した。

### 種牡馬時代
競走馬引退後は生まれ故郷のアイルランドで種牡馬となり、6年間供用されたのち1974年に日本へ輸出され、北海道浦河町の西田牧場（日高軽種馬農協荻伏種馬場に隣接）にて種牡馬として供用された。当初の種付け料は、当時としては破格の250万円で、パーソロン、ボールドリックに次いで高額であった。ヨーロッパに残された産駒からはセントレジャーを勝ったブルニ (Bruni) やアスコットゴールドカップを勝ったエリモホーク (Erimo Hawk) などスタミナ豊富な産駒を送り出した。日本でもモンテプリンス、モンテファストの天皇賞（春）を勝った兄弟のほか、ウィナーズサークル、アイネスフウジンといったダービー馬も輩出。ほかにスダホークなど、日本においてもスタミナ型の競走馬を数多く送り出し、父のエルバジェの血を日本にも広めた。
1991年4月1日、老衰により死亡。28歳没。

## 主な産駒

### 日本国外調教馬
- Bruni - セントレジャーステークス
- エリモホーク Erimo Hawk - アスコットゴールドカップ、グッドウッドカップ
- Sharper - バーデン大賞
- Paulista - ヴェルメイユ賞

ほか多数

### 日本国内調教馬
太字は勝利した八大競走またはGI級競走。
- 1975年産
  - スズカシンプウ（日経新春杯、小倉記念）
- 1977年産
  - モンテプリンス（天皇賞、宝塚記念、東京新聞杯、セントライト記念、NHK杯）
    - 1982年度ドリーム賞
- 1978年産
  - モンテファスト（天皇賞、目黒記念）
  - トラストホーク（東京大賞典、帝王賞、東京記念）
- 1982年産
  - スダホーク（阪神大賞典、京都記念、アメリカジョッキークラブカップ、東京優駿2着、菊花賞2着）
  - ロンスパーク（鳴尾記念）
  - ジュサブロー（地方所属でオールカマーを制覇）
- 1985年産
  - ヤグラステラ（福島記念、サファイヤステークス）
- 1986年産
  - ウィナーズサークル（東京優駿、皐月賞2着）
    - 1989年度最優秀4歳牡馬

  - カチウマホーク（鳴尾記念）
- 1987年産
  - アイネスフウジン（東京優駿、朝日杯3歳ステークス、共同通信杯、皐月賞2着）
    - 1989年度最優秀3歳牡馬
    - 1990年度最優秀4歳牡馬

  - マルタカタイソン（目黒記念）

### ブルードメアサイアーとしての主な産駒
- 1983年産
  - ダイナフェアリー（父ノーザンテースト、京成杯、牝馬東京タイムズ杯、エプソムカップ、新潟記念、オールカマー）
    - 産駒にGⅡ競走4勝のローゼンカバリー、青葉賞勝ち馬のサマーサスピションがいる。なお、サマーサスピションの産駒には障害重賞2勝のアイディンサマーがいる。

  - タケノコマヨシ（父アローエクスプレス、京都新聞杯、神戸新聞杯）
  - エイシンガッツ（父ブレイヴェストローマン、京都4歳特別）
- 1986年産
  - マイスーパーマン（父ノノアルコ、セントウルステークス、関屋記念）
  - マルブツスピーリア（父ブレイヴェストローマン、ウインターステークス）
- 1988年産
  - ミスタースペイン（父フィリップオブスペイン、高松宮杯、京阪杯）
  - メイショウレグナム（父ベルマン、小倉大賞典）
- 1989年産
  - サンエイサンキュー（父ダイナサンキュー、札幌記念、ローズステークス、サファイヤステークス、優駿牝馬2着）
  - インターシュプール（父ワッスルタッチ、新潟記念）
- 1994年産
  - テイエムメガトン（父スキャン、ダービーグランプリ、グランシャリオカップ）

## 血統表
| シーホークの血統                | シーホークの血統                                                             | シーホークの血統                                                             | （血統表の出典）                                                             | （血統表の出典） |
| 父系                            | エルバジェ系                                                                 | エルバジェ系                                                                 | エルバジェ系                                                                 | [ § 2 ]          |
| 父 Herbager 1956 鹿毛 フランス  | 父の父Vandale 1943 鹿毛 フランス                                             | Plassy                                                                       | Bosworth                                                                     | Bosworth         |
| 父 Herbager 1956 鹿毛 フランス  | 父の父Vandale 1943 鹿毛 フランス                                             | Plassy                                                                       | Pladda                                                                       |                  |
| 父 Herbager 1956 鹿毛 フランス  | 父の父Vandale 1943 鹿毛 フランス                                             | Vanille                                                                      | La Farina                                                                    | La Farina        |
| 父 Herbager 1956 鹿毛 フランス  | 父の父Vandale 1943 鹿毛 フランス                                             | Vanille                                                                      | Vaya                                                                         |                  |
| 父 Herbager 1956 鹿毛 フランス  | 父の母Flagette 1951 栗毛 フランス                                            | Escamillo                                                                    | Firdaussi                                                                    | Firdaussi        |
| 父 Herbager 1956 鹿毛 フランス  | 父の母Flagette 1951 栗毛 フランス                                            | Escamillo                                                                    | Estoril                                                                      |                  |
| 父 Herbager 1956 鹿毛 フランス  | 父の母Flagette 1951 栗毛 フランス                                            | Fidgette                                                                     | Firdaussi                                                                    | Firdaussi        |
| 父 Herbager 1956 鹿毛 フランス  | 父の母Flagette 1951 栗毛 フランス                                            | Fidgette                                                                     | Boxeuse                                                                      |                  |
| 母 Sea Nymph 1957 芦毛 フランス | 母の父Free Man 1948 鹿毛 フランス                                            | Norseman                                                                     | Umidwar                                                                      | Umidwar          |
| 母 Sea Nymph 1957 芦毛 フランス | 母の父Free Man 1948 鹿毛 フランス                                            | Norseman                                                                     | Tara                                                                         |                  |
| 母 Sea Nymph 1957 芦毛 フランス | 母の父Free Man 1948 鹿毛 フランス                                            | Fantine                                                                      | Fantastic                                                                    | Fantastic        |
| 母 Sea Nymph 1957 芦毛 フランス | 母の父Free Man 1948 鹿毛 フランス                                            | Fantine                                                                      | Sif                                                                          |                  |
| 母 Sea Nymph 1957 芦毛 フランス | 母の母Sea Spray 1947 芦毛 フランス                                           | Ocean Swell                                                                  | Blue Peter                                                                   | Blue Peter       |
| 母 Sea Nymph 1957 芦毛 フランス | 母の母Sea Spray 1947 芦毛 フランス                                           | Ocean Swell                                                                  | Jiffy                                                                        |                  |
| 母 Sea Nymph 1957 芦毛 フランス | 母の母Sea Spray 1947 芦毛 フランス                                           | Pontoon                                                                      | Mahmoud                                                                      | Mahmoud          |
| 母 Sea Nymph 1957 芦毛 フランス | 母の母Sea Spray 1947 芦毛 フランス                                           | Pontoon                                                                      | Ponteba                                                                      |                  |
| 母系(F-No.)                     | (FN:3-f)                                                                     | (FN:3-f)                                                                     | (FN:3-f)                                                                     | [ § 3 ]          |
| 5代内の近親交配                 | Pharos＝Fairway 5･5×5=9.38%、Teddy 5x5=6.25%、Firdaussi 4･4（父内）=12.50%、 | Pharos＝Fairway 5･5×5=9.38%、Teddy 5x5=6.25%、Firdaussi 4･4（父内）=12.50%、 | Pharos＝Fairway 5･5×5=9.38%、Teddy 5x5=6.25%、Firdaussi 4･4（父内）=12.50%、 | [ § 4 ]          |
| 出典                            | 1. 2. 3. 4.                                                                  | 1. 2. 3. 4.                                                                  | 1. 2. 3. 4.                                                                  | 1. 2. 3. 4.      |